# Keijo Korhonen
Keijo Tero Korhonen (Paltamo, 23 de febrero de 1934-Tucson, 6 de junio de 2022) fue un político, embajador y profesor finlandés. Durante su carrera política, se desempeñó como Ministro de Relaciones Exteriores de Finlandia y Representante Permanente de Finlandia ante las Naciones Unidas. Fue un candidato fallido a la presidencia de Finlandia en 1994. También fue profesor en la Universidad de Helsinki y profesor adjunto en la Universidad de Arizona.

## Biografía
Historiador de profesión, estudió en la Universidad de Turku. Recibió su doctorado en historia en 1963. Se convirtió en socio de Urha Kekkonen. Comenzó a trabajar en el Ministerio de Relaciones Exteriores, ascendiendo gradualmente dentro de la estructura del Ministerio. Mientras tanto, estudió en la Universidad de Harvard durante un año. También se convirtió en profesor en la Universidad de Helsinki, y en 1974 se convirtió en profesor de historia política.
De septiembre de 1976 a mayo de 1977, por recomendación del Partido del Centro, fue ministro de Relaciones Exteriores en el tercer gobierno de Martti Miettunen. Se le consideraba partidario de mantener la política de neutralidad de Finlandia. Cuando era ministro, este tema se convirtió en la causa de su conflicto con el embajador soviético. Después de dejar el cargo, se convirtió en secretario de Estado para Asuntos Políticos. Mauno Koivisto, elegido presidente en 1982, nombró a Keij Korhonen Representante Permanente de Finlandia ante las Naciones Unidas en Nueva York poco después de asumir el cargo. Se retiró de esta función en 1988. Más tarde se convirtió en redactor jefe del diario "Kainuun Sanomat", que dirigió durante varios años.
Se opuso abiertamente a la adhesión de Finlandia a la Unión Europea. En 1994, se postuló como candidato independiente en las elecciones presidenciales, obteniendo el 5,8% de los votos en la primera vuelta y finalizando quinto entre 11 candidatos. Luego se convirtió en profesor de relaciones internacionales en la Universidad de Arizona, Tucson.